# Jüdischer Friedhof (Oberstein)

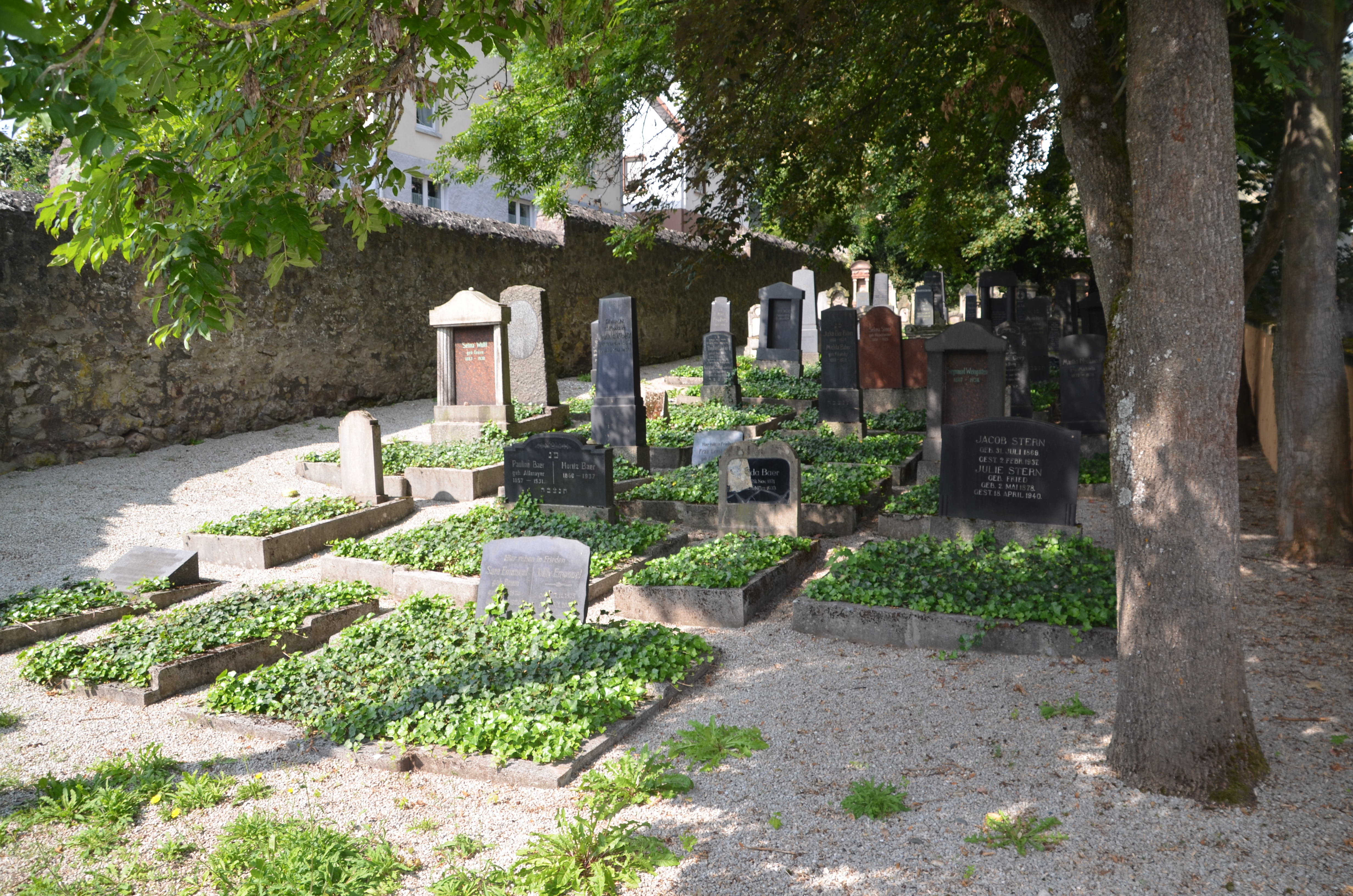
Jüdischer Friedhof in Oberstein (2014)

Der Jüdische Friedhof Oberstein in Oberstein, einem Ortsteil der Stadt Idar-Oberstein im Landkreis Birkenfeld in Rheinland-Pfalz, ist ein geschütztes Kulturdenkmal.
Der jüdische Friedhof an der Seitzenbachstraße wurde etwa vom 18. Jahrhundert bis zum Jahr 1940 belegt. Im Jahr 1820 wurde er erweitert. Auf dem 256 m² großen Friedhof sind 110 Grabsteine vorhanden. Nach 1945 wurden Grabsteine von dem älteren Friedhofsteil in den neuen überführt und an dessen Mauer befestigt.